# 八木良太 (経営学者)
八木 良太（やぎ りょうた、1973年 - ）は、日本の経営学者。文教大学国際学部教授。愛媛県出身。

## 人物
専攻は経営学,経営戦略論。研究領域はエンタテインメント産業,音楽業界の経営戦略。

大学在学中にCharのアシスタント・ディレクターを務めた事が契機となり、音楽業界の道に進む。

大学卒業後は、アルファレコード,ビクターエンタテインメントに勤務。音楽ディレクターとして、菊地雅章,沖野修也などジャズ,クラブミュージック系アーティストの邦楽作品を手掛けた。

今後の日本における成長産業はコンテンツ業界であるとし、海外への輸出などによりこれを振興する事で、新たな事業,雇用を創り出す為の経営戦略を研究している。

## 経歴
- 1996年 -青山学院大学文学部教育学科 卒業
- 1996年   -アルファレコード株式会社(SPマーケティング部、A&R部)勤務
- 1998年 -ビクターエンタテインメント株式会社(第二制作宣伝本部)勤務
- 2002年 -フリーの音楽プロデューサーとして独立。[7]
- 2006年 -東京藝術大学 大学院 音楽研究科 音楽学専攻 修士課程 修了
- 2009年 -尚美学園大学専任講師,准教授(2020年3月まで)
- 2014年 -横浜国立大学 大学院 国際社会科学研究科 企業システム専攻 博士課程 修了（経営学博士）[8]
- 2018年 -日本経済大学 大学院 エンターテインメントビジネス研究所 特任教授(2020年3月まで)
- 2020年 -流通経済大学 経済学部 准教授
- 2020年 -大妻女子大学 非常勤講師(2023年3月まで)
- 2021年 -流通経済大学 経済学部 教授(2023年3月まで)
- 2023年 -文教大学 国際学部 教授(現在に至る)

## 著書
単著
- 『音楽で起業する : 8人の音楽起業家たちのストーリー』（2020年、スタイルノート、ISBN　978-4799801840）
- 『それでも音楽はまちを救う』（2020年、イースト・プレス、ISBN　978-4781651255）
- 『音楽産業 再成長のための組織戦略：不確実性と複雑性に対する音楽関連企業の組織マネジメント』（2015年、東洋経済新報社、ISBN　978-4492762189）
- 『日本の音楽産業はどう変わるのか―ポストiPod時代の新展開』（2007年、東洋経済新報社、ISBN　978-4492761663）

## 論文
単著
- 「ミュージックツーリズムの概念と日本導入の可能性に関する一考察」2019年,『観光研究』,日本観光研究学会, 30巻1号 p.37-44, NAID 130007622756
- 「リスクテイキングの組織論的考察」2018年,『危機と管理』,日本リスクマネジメント学会,49号 p.142-158,NAID 130007771617
- 「音楽配信プラットフォームとジェネラティビティ : スポティファイの事例」2015年,『日本情報経営学会誌』,日本情報経営学会,36巻1号 p.91-103,NAID 110009987563
- 「文化産業の組織研究におけるコンフィギュレーションアプローチの有効性」2013年,『日本情報経営学会誌』,日本情報経営学会,33巻2号 p.59-70,NAID 40019523195
- 「クラウド時代における音楽産業の環境適応戦略」2013年,『文理シナジー』,文理シナジー学会,17巻1号 p.13-19,NAID 40019670404

他多数
共著
- 「コンサートイベントのセキュリティマネジメント:警備業に基づくリスクコントロール」2019年,『危機と管理』,日本リスクマネジメント学会, 50号 p.125-152, NAID 130007678300
- 「コンサートイベントにおけるリスクコントロール―コンサート出演契約に基づくリスク対応―」2017年,『危機と管理』,日本リスクマネジメント学会, 48号 p.64-83, NAID 130007771599
- 「音楽ライブのリスクマネジメント研究:—韓国ポップ・アーティストの事例分析　フランス・ライブ劇場テロ被害補償制度の事例分析—」2017年,『損害保険研究』,公益財団法人損害保険事業総合研究所, 78巻4号 p.189-219, NAID 130007630398

他多数

## 学会発表
- 「音楽産業の組織研究におけるコンフィギュレーションアプローチの理論的・実証的検討」2017年,日本経営学会, NAID 130007716258
- 「音楽産業の組織研究におけるコンフィギュレーションアプローチの検討」2016年,組織学会, NAID 130005406701

ほか

## コラム・雑誌掲載
- 「ブームはアイドルにも波及 レコード発売でライバルと差別化」2017年,「エコノミスト」(毎日新聞社), NAID 40021272615
- 「「定額聴き放題」が音楽業界を救う 課題は料金設定と利用者確保」2015年,「エコノミスト」(毎日新聞社), NAID 40020615230
- 「台頭する新興勢力 アーティストは「脱レコード会社」へ」2008年,「エコノミスト」(毎日新聞社), NAID 40016149460
- 「エコノミスト・レポート 「着うた」が開く音楽配信の時代」2008年,「エコノミスト」(毎日新聞社), NAID 40015908841

他多数

## 表彰
- 「日本リスクマネジメント学会 優秀著作賞」(著書「音楽産業 再成長のための組織戦略」,2015年）